# Olympische Sommerspiele 2020/Teilnehmer (Guyana)
| Gelbes Symbol für Goldmedaillen mit stilisierten Olympischen Ringen | Graues Symbol für Silbermedaillen mit stilisierten Olympischen Ringen | Braundes Symbol für Bronzemedaillen mit stilisierten Olympischen Ringen |
| ------------------------------------------------------------------- | --------------------------------------------------------------------- | ----------------------------------------------------------------------- |
| —                                                                   | —                                                                     | —                                                                       |

Guyana nahm an den Olympischen Spielen 2020 in Tokio mit sieben Sportlern in vier Sportarten teil. Es war die insgesamt 18. Teilnahme an Olympischen Sommerspielen.

## Teilnehmer nach Sportarten

### Boxen
| Athleten        | Wettbewerb             | 1. Runde      | 1. Runde | Achtelfinale  | Achtelfinale  | Viertelfinale | Viertelfinale | Halbfinale    | Halbfinale    | Finale        | Finale        | Rang |
| Athleten        | Wettbewerb             | Gegner        | Ergebnis | Gegner        | Ergebnis      | Gegner        | Ergebnis      | Gegner        | Ergebnis      | Gegner        | Ergebnis      | Rang |
| --------------- | ---------------------- | ------------- | -------- | ------------- | ------------- | ------------- | ------------- | ------------- | ------------- | ------------- | ------------- | ---- |
| Männer          |                        |               |          |               |               |               |               |               |               |               |               |      |
| Keevin Allicock | Federgewicht bis 57 kg | A. de la Cruz | 0:5      | ausgeschieden | ausgeschieden | ausgeschieden | ausgeschieden | ausgeschieden | ausgeschieden | ausgeschieden | ausgeschieden | 17   |

### Leichtathletik
Laufen und Gehen 
| Athleten          | Wettbewerb | Runde 1  | Runde 1 | Halbfinale    | Halbfinale    | Finale        | Finale        | Rang |
| Athleten          | Wettbewerb | Zeit     | Rang    | Zeit          | Rang          | Zeit          | Rang          | Rang |
| ----------------- | ---------- | -------- | ------- | ------------- | ------------- | ------------- | ------------- | ---- |
| Frauen            |            |          |         |               |               |               |               |      |
| Jasmine Abrams    | 100 m      | 11,49 s  | 40      | ausgeschieden | ausgeschieden | ausgeschieden | ausgeschieden | 40   |
| Aliyah Abrams     | 400 m      | 51,44 s  | 18      | 51,46 s       | 19            | ausgeschieden | ausgeschieden | 19   |
| Männer            |            |          |         |               |               |               |               |      |
| Emanuel Archibald | 100 m      | 10,405 s | 48      | ausgeschieden | ausgeschieden | ausgeschieden | ausgeschieden | 48   |

### Schwimmen
| Athleten      | Wettbewerb     | Vorlauf | Vorlauf | Halbfinale    | Halbfinale    | Finale        | Finale        | Rang |
| Athleten      | Wettbewerb     | Zeit    | Rang    | Zeit          | Rang          | Zeit          | Rang          | Rang |
| ------------- | -------------- | ------- | ------- | ------------- | ------------- | ------------- | ------------- | ---- |
| Frauen        |                |         |         |               |               |               |               |      |
| Aleka Persaud | 50 m Freistil  | 27,76 s | 55      | ausgeschieden | ausgeschieden | ausgeschieden | ausgeschieden | 55   |
| Männer        |                |         |         |               |               |               |               |      |
| Andrew Fowler | 100 m Freistil | 55,23 s | 67      | ausgeschieden | ausgeschieden | ausgeschieden | ausgeschieden | 67   |

### Tischtennis
| Athleten        | Wettbewerb | Vorrunde  | Vorrunde | 1. Runde   | 1. Runde | 2. Runde      | 2. Runde      | 3. Runde      | 3. Runde      | Achtelfinale  | Achtelfinale  | Viertelfinale | Viertelfinale | Halbfinale    | Halbfinale    | Finale/Platz 3 | Finale/Platz 3 | Rang  |
| Athleten        | Wettbewerb | Gegner    | Erg.     | Gegner     | Erg.     | Gegner        | Erg.          | Gegner        | Erg.          | Gegner        | Erg.          | Gegner        | Erg.          | Gegner        | Erg.          | Gegner         | Erg.           | Rang  |
| --------------- | ---------- | --------- | -------- | ---------- | -------- | ------------- | ------------- | ------------- | ------------- | ------------- | ------------- | ------------- | ------------- | ------------- | ------------- | -------------- | -------------- | ----- |
| Frauen          |            |           |          |            |          |               |               |               |               |               |               |               |               |               |               |                |                |       |
| Chelsea Edghill | Einzel     | Sally Yee | 4:1      | Shin Yubin | 0:4      | ausgeschieden | ausgeschieden | ausgeschieden | ausgeschieden | ausgeschieden | ausgeschieden | ausgeschieden | ausgeschieden | ausgeschieden | ausgeschieden | ausgeschieden  | ausgeschieden  | 49–64 |